# Giovanni Lombardi (ciclista)
Giovanni Lombardi (Pavia, 20 giugno 1969) è un ex ciclista su strada e pistard italiano.
Campione olimpico a Barcellona 1992 nella corsa a punti, fu poi professionista dal 1992 al 2006, distinguendosi come velocista e vincendo quattro tappe al Giro d'Italia e due alla Vuelta a España.

## Carriera

### Gli esordi e gli anni alla Lampre
Da dilettante vinse numerose corse su strada come la Milano-Busseto nel 1990 e 1991 e il Trofeo Papà Cervi nel 1991 e 1992. Ottenne anche grandi soddisfazioni in pista conquistando la medaglia di bronzo ai Campionati del mondo di Lione del 1989 nell'inseguimento a squadre e la medaglia d'oro ai Giochi olimpici di Barcellona del 1992 nella corsa a punti.
Passò professionista con la Lampre subito dopo il trionfo olimpico. Nel 1993 centrò la sua prima vittoria da professionista alla Settimana Ciclistica Bergamasca. Nel corso della stagione arrivarono altre quattro vittorie e un secondo posto in una tappa della Vuelta a España. Vinse anche la Sei giorni di Bordeaux in coppia con Adriano Baffi. L'anno successivo vinse altre sei corse e sfiorò il successo di tappa al Giro d'Italia in ben quattro occasioni. Conquistò la Sei giorni di Dortmund con Adriano Baffi.

### 1995-2001: Polti e Telekom
Nel 1995 passò al Team Polti. Dopo l'ennesimo piazzamento arrivò la sua prima vittoria di tappa al Giro d'Italia sul prestigioso traguardo di Milano. Arrivò anche secondo e terzo in due tappe al Tour de France. Nella stagione 1996 vinse la terza tappa del Giro d'Italia, dove si piazzò secondo nella classifica a punti, e altre quattro corse. Arrivò secondo alla Gand-Wevelgem e terzo alla Parigi-Tours. In coppia con Adriano Baffi si aggiudicò altre due Sei Giorni.
Nei cinque anni con la Deutsche Telekom, dal 1997 al 2001, svolse il ruolo di gregario del velocista tedesco Erik Zabel aiutandolo nelle volate ma riuscì a vincere comunque ben diciotto corse. Nel 1997 vinse cinque volte compresa una tappa alla Tirreno-Adriatico e si piazzò terzo alla Coppa Agostoni. La stagione successiva arrivò la prima vittoria di tappa alla Vuelta a España sul traguardo di Valencia. In pista vinse la Sei Giorni delle Rose con lo svizzero Bruno Risi.
Nel 1999 ancora quattro vittorie ed il secondo posto alla Coppa Bernocchi e il terzo al Trofeo Luis Puig. Il 2000 fu ricco di successi, ben sette, ma anche di piazzamenti importanti: secondo in quattro tappe della Vuelta a España e nella classifica a punti e terzo alla Coppa Bernocchi. Nell'ultima stagione con la squadra tedesca non vinse neanche una corsa ed i migliori risultati furono un secondo e un settimo posto in tappe del Giro d'Italia.

### 2002-2006: Acqua & Sapone, Domina Vacanze e CSC
Nel 2002 venne ingaggiato dall'Acqua & Sapone-Cantina Tollo per svolgere per Mario Cipollini lo stesso ruolo di apripista già svolto per Erik Zabel. Nel 2002 vinse sei corse tra cui la sesta tappa al Giro d'Italia e la tredicesima alla Vuelta a España. Al Campionato del mondo di Zolder aiutò Cipollini a vincere la volata che gli fece conquistare la maglia iridata e concluse la gara al ventisettesimo posto. Vinse anche due Sei giorni con Juan José de la Rosa. Nel 2003 vinse la sua ultima corsa su strada, la ventesima tappa del Giro d'Italia da Cannobio a Cantù.
Nel biennio con il Team CSC, dal 2005 al 2006, aiutò Ivan Basso a conquistare la vittoria del Giro d'Italia e il secondo posto al Tour de France. Chiuse la sua carriera professionistica al termine della corsa spagnola Criterium di Valencia, nell'ottobre del 2006.

### Dopo il ritiro
Dopo il ritiro è stato commissario tecnico della Nazionale argentina ed è manager tra gli altri dell'ex corridore varesino Ivan Basso e dello slovacco campione del mondo Peter Sagan.

## Palmarès

### Strada
- 1989 (dilettanti)

Classifica generale Berliner Etappenfahrt
- 1990 (dilettanti)

Circuito Mezzanese - Mezzana Bigli
Trofeo Raffaele Marcoli
Trofeo Antonietto Rancilio
Milano-Busseto - Trofeo Auro Boreri
- 1991 (dilettanti)

Coppa Negrini
Giro delle Tre Provincie
Coppa Città di Melzo
12ª tappa Giro d'Italia dilettanti (Pieve di Cadore > Udine)
Milano-Busseto - Trofeo Auro Boreri
Trofeo Taschini
Trofeo Antonietto Rancilio
Trofeo Papà Cervi
- 1992 (dilettanti)

Trofeo Papà Cervi
- 1993 (Lampre, quattro vittorie)

1ª tappa Settimana Ciclistica Bergamasca
1ª tappa Hofbrau Cup (Waiblingen > Waiblingen)
4ª tappa Hofbrau Cup (Stoccarda > Stoccarda)
1ª tappa Grand Prix du Midi Libre (Saleilles > Saint-Cyprien)
- 1994 (Lampre, sei vittorie)

1ª tappa Vuelta a Murcia (La Manga > Cartagena)
3ª tappa Vuelta a Murcia (Ceutí > Cieza)
1ª tappa Settimana Ciclistica Bergamasca (Circuito di Pumenengo)
4ª tappa Settimana Ciclistica Bergamasca (Circuito di Osio Sotto)
2ª tappa Tour de Suisse (Yverdon-les-Bains > Thun)
10ª tappa Tour de Suisse (Losanna > Zurigo)
- 1995 (Polti, due vittorie)

22ª tappa Giro d'Italia (Luino > Milano)
10ª tappa Tour de Suisse (Appenzello > Zugo)
- 1996 (Polti, quattro vittorie)

2ª tappa Giro di Calabria (Castrovillari > Amantea)
3ª tappa Giro d'Italia (Missolungi > Giannina)
3ª tappa Giro dei Paesi Bassi (Almere > Doetinchem)
4ª tappa Giro di Puglia (Martina Franca > Martina Franca)
- 1997 (Deutsche Telekom, cinque vittorie)

4ª tappa Tirreno-Adriatico (Circuito delle Marmore Terni)
1ª tappa Euskal Bizikleta (Eibar > Anoeta)
2ª tappa Giro di Danimarca (Ribe > Sønderborg)
5ª tappa Giro di Danimarca (Slagelse > Copenaghen)
5ª tappa Giro dei Paesi Bassi (Venray > Landgraaf)
- 1998 (Deutsche Telekom, due vittorie)

6ª tappa Tirreno-Adriatico (Teramo > Frontone)
7ª tappa Vuelta a España (Alicante > Valencia)
- 1999 (Deutsche Telekom, quattro vittorie)

4ª tappa Euskal Bizikleta (Eibar > Villabona)
3ª tappa Österreich-Rundfahrt (Ternberg > Ried im Innkreis)
Gran Premio Città di Rio Saliceto e Correggio
4ª tappa Regio-Tour (Badenweiler > Wehr)
- 2000 (Deutsche Telekom, sette vittorie)

5ª tappa Vuelta a Aragón (Magallón > Saragozza)
1ª tappa Euskal Bizikleta (Eibar > Zizur Nagusia)
1ª tappa Österreich-Rundfahrt (Gröbming > Gröbming)
7ª tappa Österreich-Rundfahrt (Bad Hofgastein > Saalbach-Hinterglemm)
5ª tappa Volta Ciclista a Catalunya (Argentona > Roses)
6ª tappa Volta Ciclista a Catalunya (Roses > Prades)
4ª tappa Vuelta a Burgos (Medina de Pomar > Burgos)
- 2002 (Acqua & Sapone, sei vittorie)

3ª tappa Tour Méditerranéen (Villeneuve-Loubet > Hyères)
5ª tappa Vuelta a Aragón (Monreal del Campo > Saragozza)
1ª tappa Tour de Romandie (Ginevra > Bévilard)
3ª tappa Tour de Romandie (Pringy > Charmey)
6ª tappa Giro d'Italia (Cuneo > Varazze)
13ª tappa Vuelta a España (Burgos > Santander)
- 2003 (Domina Vacanze, una vittoria)

20ª tappa Giro d'Italia (Cannobio > Cantù)

#### Altri successi
- 1997 (Deutsche Telekom)

Classifica generale Trittico Lombardo
- 1998 (Deutsche Telekom)

Criterium Città di Ebeltof
- 2000 (Deutsche Telekom)

Classifica punti Österreich-Rundfahrt
Criterium Città di Saragozza
- 2006 (Team CSC)

1ª tappa, 2ª semitappa Settimana Internazionale di Coppi e Bartali (Misano Adriatico, cronosquadre)

### Pista
- 1989 (dilettanti)

Campionati italiani, Corsa a punti Dilettanti
Campionati italiani, Inseguimento a squadre (con Ivan Beltrami, Claudio Camin e Marco Villa)
- 1992 (dilettanti/professionisti)

Giochi olimpici, Corsa a punti
Campionati italiani, Corsa a punti
- 1993

Sei giorni di Bordeaux (con Adriano Baffi)
Campionati italiani, Corsa a punti
- 1994

Sei giorni di Dortmund (con Adriano Baffi)
- 1996

Sei giorni di Monaco di Baviera (con Adriano Baffi)
Sei giorni di Grenoble (con Adriano Baffi)
- 1998

Sei giorni delle Rose (con Bruno Risi)
- 2002

Sei giorni di Aguascalientes (con Juan José de la Rosa)
Sei giorni di Città del Messico (con Juan José de la Rosa)
- 2003

Sei giorni delle Rose (con Juan Esteban Curuchet)
- 2004

Sei giorni delle Rose (con Samuele Marzoli)

## Piazzamenti

### Grandi Giri
- Giro d'Italia

1994: 91º
1995: 114º
1996: 92º
2001: 89º
2002: 97º
2003: 70º
2004: 119º
2005: 88º
2006: 117º
- Tour de France

1995: 103º
1997: 118º
2005: 118º
2006: ritirato (11ª tappa)
- Vuelta a España

1993: ritirato (10ª tappa)
1996: ritirato (12ª tappa)
1998: ritirato (11ª tappa)
1999: 85º
2000: 84º
2002: ritirato (14ª tappa)
2003: 79º
2005: 114º

### Classiche monumento
- Milano-Sanremo

1995: 68º
1996: 129º
1999: 146º
2002: 31º
2003: 62º
2004: 119º
- Giro delle Fiandre

1995: 14º
1996: 110º
2002: 56º
2003: 70º
- Parigi-Roubaix

1995: 54º

### Competizioni mondiali
- Campionati del mondo su strada

Zolder 2002 - In linea Elite: 27º
Hamilton 2003 - In linea Elite: 20º
Madrid 2005 - In linea Elite: ritirato
- Campionati del mondo su pista

Bergamo 1987 - Inseg. a squadre Junior: 2º
Lione 1989 - Inseguimento a squadre: 3º
Stoccarda 1991 - Corsa a punti Dilettanti: 20º
Palermo 1994 - Corsa a punti: 29º
- Giochi olimpici

Seul 1988 - Corsa a punti: 11º
Barcellona 1992 - Inseguimento a squadre: 4º
Barcellona 1992 - Corsa a punti: vincitore

## Riconoscimenti
- Medaglia d'Oro al Valore Atletico nel 1992[1]